# Maglavit, Dolj
Maglavit este satul de reședință al comunei cu același nume din județul Dolj, Oltenia, România.
Localitatea Maglavit are o populație de 2.500 de locuitori.